# Listă de jocuri video compatibile Commodore 64
Aceasta este o listă cu peste 2000 de jocuri video compatibile cu Commodore 64:
Cuprins: Început - 0–9 A B C D E F G H I J K L M N O P Q R S T U V W X Y Z

### 0–9
- $100,000 Pyramid
- 007: Licence to Kill
- 10 Knockout!
- 10-Pin Bowling
- 10th Frame
- 10000 Meters
- 180
- 19 Part One: Boot Camp
- 1942
- 1943: One Year After
- 1943: The Battle of Midway
- 1985: The Day After
- 1994: Ten Years After
- 1st Division Manager
- 2001
- 221B Baker Street
- 3-D Breakout
- 3-D Labyrinth
- 3-D Skramble
- 3D Construction Kit
- 3D Glooper
- 3D Tanx
- 4 Soccer Simulators
- 4th & Inches
- 4x4 Off-Road Racing
- 50 Mission Crush
- 5th Gear
- 720°
- 720° Part 2

### A
- Aaargh!
- Aardvark
- ABC Monday Night Football
- Abrakadabra
- Accolade's Comics
- ACE - Air Combat Emulator
- Ace 2
- ACE 2088
- Ace Harrier
- Ace of Aces
- Acrojet
- Action Biker
- Action Fighter
- Action Force
- Adam Norton's Ultimate Soccer [necesită citare]
- The Addams Family
- Addicta Ball
- ADIDAS Championship Football
- Adrenalin
- Adult Poker
- Advance to Boardwalk
- Advanced Dungeons & Dragons: Heroes of the Lance
- Advanced Basketball Simulator
- Advanced Pinball Simulator
- Adventure Construction Set
- Adventure Master
- Adventure Quest
- Adventureland
- Adventures in Narnia: Dawn Treader
- Adventures in Narnia: Narnia
- Aegean Voyage
- After Burner
- After The War
- Afterlife
- Afterlife II
- Afterlife v1.0
- Afterlife v2.0
- Aftermath
- Agent Orange
- Agent USA
- Agent X
- Agent X II: The Mad Prof's Back
- Ah Diddums
- Aigina's Prophecy
- Air Support
- Airborne Ranger
- Airwolf
- Airwolf II
- Alcazar: The Forgotten Fortress
- ALF: The First Adventure
- Alf in the Color Caves
- Alice in Videoland
- Alice in Wonderland
- Alien (graphics adventure)
- Alien
- Alien 3
- Alien Storm
- Alien Syndrome
- Aliens: The Computer Game
- Alter Ego
- Alleykat
- Altered Beast
- Alter Ego: Female Version
- Alter Ego: Male Version
- Alternate Reality: The City
- Alternate Reality: The Dungeon
- Alternative World Games
- Amadeus Revenge
- Amaurote
- The Amazing Spider-Man
- Amazon Warrior
- Amazon
- America's Cup
- American Tag-Team Wrestling
- Amnesia
- Anarchy
- Andy Capp: The Game
- Annals of Rome
- Annihilator
- Annihilator II
- Another World (1990) (Double Density)
- Another World (1991) (CP Verlag)
- Another World (1992) (X-Ample)
- Ant Attack
- Anter Planter
- Antimonopoly
- Antiriad
- Apache
- Apache Gold
- Apache Strike
- Apocalypse Now
- ru⁠(Apollo 18: Mission to the Moon)[18: Mission to the Moon&page=ru&targettitle=ru traduceți]
- Apple Cider Spider
- Arabian
- Arabian Nights
- Arac
- Arachnophobia
- Arcade Classics
- Arcade Flight Simulator
- Arcade Fruit Machine: Cash 'n' Grab
- Arcade Game Construction Kit
- Arcade Pilot
- Arcade Trivia Quiz
- Arcade Volleyball
- Arcadia
- Arcana
- Archipelago
- Archon: The Light and the Dark
- Archon II: Adept
- Archon III: ExciterD
- ArciereD
- ArcoD
- ARCOSD
- Arctic ShipwreckD
- Arctic Wastes!D
- Arc of Yesod
- Arcticfox
- ArdantD
- Ardok the BarbarianD
- Ardy the Aardvark
- Area 13D
- Area EstimationD
- AreasD
- AreeD
- ArenaD
- Arena 3000D
- Arena Football
- ArenumD
- ArexD
- ArgoD
- ArgonD
- Argon - L'Orrore di ProvidenceD
- The Argon FactorD
- ArgosD
- The Argos ExpeditionD
- Arhena! The AmazonD
- Arithme-SketchD
- The Arithmetic GameD
- ArithmeticianD
- ArizonaD
- Arizona - The Boy in the BubbleD
- The Ark of ExodusD
- Ark PandoraD
- Arkanoid
- Arkanoid: Revenge of Doh
- Armageddon
- The Armageddon Files
- The Armageddon Man
- Armalyte
- Armalyte - Competition Edition
- Armalyte II
- Armourdillo
- Army Moves
- Army Moves II
- Arnie
- Arnie II
- Arnie Armchair's Howzat
- Artillery Duel
- Artura
- Asterix and the Magic Cauldron
- The Astonishing Adventures of Mr. Weems and the She Vampires
- Astro-Grover
- Asylum
- The Attack of the Phantom Karate Devils
- Ataxx
- ATC - Air Traffic Controller
- ATF
- Athena
- Atlantis
- Atlantis Lode Runner
- Atomic Robo-Kid
- Atomino
- Atomix
- Attack Chopper!
- Attack of the Mutant Camels
- ATV Simulator
- Auf Wiedersehen Monty
- Auf Wiedersehen Pet
- Aufstand der Sioux
- Auggie Doggie and Doggie Daddy
- Aussie Games
- Auto Mania
- Autoduel
- Avenger
- Avenger (Way of the Tiger II)
- Avengers
- Avoid the Noid
- Aztec
- Aztec Challenge
- Aztec Tomb
- Aztec Tomb Revisited

### B
- B-1 Nuclear Bomber
- B-24
- B.A.T.
- B.C. Bill
- B.C.'s Quest for Tires
- B.C. II: Grog's Revenge
- Baal
- Back to the Future
- Back to the Future Part II
- Back to the Future Part III
- Backgammon
- Bad Blood
- Bad Dudes Vs. Dragon Ninja
- Bad Street Brawler
- Badballs
- Badlands
- Bagitman
- Ballblazer
- Ballistix
- Balloonacy
- Ballyhoo
- Baltic 1985: Corridor to Berlin
- Bandits
- Bangers & Mash
- Bangkok Knights
- Barbarian
- Barbarian II: The Dungeon of Drax
- Barbarian: The Ultimate Warrior
- Barbie
- The Bard's Tale
- The Bard's Tale II: The Destiny Knight
- The Bard's Tale III: Thief of Fate
- Barry McGuigan World Championship Boxing
- Basil the Great Mouse Detective
- Basket Master
- Batalyx
- Batman
- Batman: The Caped Crusader
- Battle Chess (1989) produs de Interplay
- Battle Chess (1992)
- Battle Through Time
- Battle Valley
- Battles of Napoleon
- Battleships
- BattleTech: The Crescent Hawk's Inception
- Battlezone
- Batty
- Bay Street
- Bazooka Bill
- Beach Buggy Simulator
- Beach-Head
- Beach Head II: The Dictator Strikes Back
- Beach Head III
- Beach Volley
- Beaky and the Egg Snatchers
- Beamrider
- Bear Bovver
- Beat-it
- Bee 52
- Beer Belly Burt's Brew Biz
- Below the Root
- Benji: Space Rescue
- Betrayal
- Better Dead Than Alien
- Beverly Hills Cop
- Beyond Castle Wolfenstein
- Beyond Dark Castle
- Beyond the Black Hole
- Beyond the Forbidden Forest
- Beyond the Ice Palace
- Big Bird's Special Delivery 1984
- Big Deal, The
- Big Game Fishing
- Biggles
- Big Mac
- Big Trouble in Little China
- Bill & Ted's Excellent Adventure
- Bilbo the Hobbit
- Bionic Commando produs deGo!
- Bionic Commando (USA Version) produs deCapcom
- Bionic Granny
- The Birds and the Bees II: Antics
- Black Crystal
- Black Gold (1983) produs dePhotronics
- Black Gold (1989) produs dereLINE Software
- Black Gold (1992) produs deStarbyte Software
- Black Hawk
- Black Lamp
- Black Magic
- Black Tiger
- Blackwyche
- The Blade of Blackpool
- Blade Runner
- Blades of Steel
- Blagger
- Blagger Construction Set
- Blagger goes to Hollywood
- Blasteroids
- Blinky's Scary School
- Blitzkrieg
- Blockout
- Blood Brothers
- Blood Money
- Bloodwych
- Blue Encounter, The
- Blue Max
- Blue Max 2001
- Blue Moon
- Blue Thunder
- Blues Brothers, The
- BMX Kidz
- BMX Simulator
- BMX Racers by Mastertronic
- BMX Trials
- Bobby Bearing
- The Boggit
- Bomb Jack
- Bomb Jack 2
- Bombo
- Bombuzal
- Bonanza Bros.
- Bonecruncher
- Bonka
- Booty
- Bop'n Rumble
- Bop'n Wrestle
- Border Zone
- Bored of the Rings
- Borrowed Time
- Bosconian
- Boss
- Boulder Dash
- Boulder Dash II: Rockford's Revenge
- Boulder Dash III
- Boulder Dash Construction Kit
- Bounces
- Bounder
- Bounty Bob
- Bounty Bob Strikes Back!
- Bozo's Night Out
- Bram Stoker's Dracula
- BraveStarr
- Break Dance
- Breakout
- Breakout Construction Kit
- Breakstreet
- Breakthrough In The Ardennes
- Breakthru
- Brian Bloodaxe
- Brian Jacks Superstar Challenge
- Brian Jack's Uchi Mata
- BrickFast
- Bride of Frankenstein
- Bristles
- Broadsides
- Bruce Lee
- Bubble Bobble
- Bubble Dizzy
- Bubble Ghost
- Buck Rogers: Planet of Zoom
- Buck Rogers: Countdown to Doomsday
- Budokan - The Martial Spirit
- Bugaboo (The Flea)
- Buggy Boy
- Bugs Bunny Private Eye
- Bugsy
- Bumpin' Buggies
- Bump Set Spike
- Bundesliga 98/99
- Bundesliga Live
- Bundesliga Manager
- Bundesliga Manager v2.0
- Bundesliga Manager v3.0
- Bundesliga Manager Polish Version
- BurgerTime
- Burger Time '97
- Burnin' Rubber
- Bushido
- Buster Bros (also known as Pang)
- Butasan
- Butcher Hill
- By Fair Means or Foul

### C
- Cabal
- California Games
- Camelot Warriors
- Campaign Manager
- Captain America in: The Doom Tube of Dr. Megalomann
- Captain Blood
- Captain Dynamo
- Captain Fizz
- Captain Power
- The Captive
- Capture The Flag
- Captured
- Card Sharks
- Carnage
- Carrier Command
- Castle Master
- Castle Nightmare
- Castle of Terror
- Castle Wolfenstein
- The Castles of Dr. Creep
- Castlevania
- Catalypse
- Catastrophes
- Cauldron
- Cauldron II: The Pumpkin Strikes Back
- Cave Fighter
- Cave of the Word Wizard
- Cavelon
- Cavelon II
- Caveman Games
- Caveman Ughlympics
- Centipede
- Challenge of the Gobots
- Chambers of Shaolin
- Championship 3D Snooker
- Champions of Krynn
- Championship Baseball
- Championship Lode Runner
- Championship Lode Runner: Extended Edition
- Championship Lode Runner: Training Missions
- Championship Sprint
- Championship Wrestling
- Chase H.Q.
- Chernobyl
- Cheese Graphics Editor
- Chess 7.0
- Chess 7.5: How About a Nice Game of Chess!
- Chess Analyse
- Chess Champion
- Chess Grand Master
- Chess Quarto
- The Chessmaster 2000
- Chicago
- Chiller
- Chimera
- China Miner
- Chinese Juggler
- Chip's Challenge
- ChipWits
- Cholo
- Choplifter
- Chubbie Chester
- Chubby Gristle
- Chuck Norris Superkicks
- Chuck Rock
- Chuck Yeager's Advanced Flight Trainer
- Chuck Yeager's Flight Trainer
- Chuckie Egg
- Chuckie Egg 2
- Circus Charlie
- Circus Games
- Cisco Heat
- Citadel
- CJ in the USA
- CJ's Elephant Antics
- Classic Concentration
- Classic Snooker
- Clever & Smart
- Cliffhanger
- Cliffhanger: A Perilous Climb
- Cloud Kingdoms
- Clowns
- Clue Master Detective
- Clue!
- Cluedo
- Clystron
- Cobra
- Coco Notes
- Cohen's Towers
- Colonial Conquest
- Colony produs deMastertronic
- Colony (1996) produs deJohn Woods
- Colony v3
- Colors
- Colossal Adventure
- Colossal Cave Adventure
- Colossus Chess 2.0
- Colossus Chess 4.0
- The Colour of Magic
- Combat Course
- Combat Crazy produs dePowerslave Developments și muzică de Jeroen Tel
- Combat School
- Comic Bakery
- Commando
- Commando 86
- Commando II
- Commando Libya
- Compunet
- Computer Baseball
- The Computer Edition of Risk: The World Conquest Game
- Computer Football Strategy
- Computer Quarterback
- Conan: Hall of Volta
- Confuzion
- Congo Bongo
- Continental Circus
- Contra
- ConundrumD
- Cool Croc Twins
- Cool World
- Cops 'n' Robbers
- CorporationD
- Corruption
- CorsairD
- Cosmic Causeway: Trailblazer II
- Cosmic CrusaderD
- Cosmic PirateD
- Cosmic Relief: Prof. Renegade to the RescueD
- Count and Add
- Count, The
- Count Duckula in No Sax Please - We're EgyptianD
- Countdown To MeltdownD
- Cover Girl Strip Poker
- Crack Down
- Crazy Balloon
- Crazy CarD
- Crazy CarsD
- Crazy Cars 2D
- Crazy Cars III
- Crazy Comets
- Crazy Kong
- Crazy Sue
- Create with GarfieldD
- Creative ContraptionsD
- Creatures
- Creatures II: Torture Trouble
- Crime and Punishment
- The Crimson Crown
- Crossbow
- Crossfire
- CrossroadsD
- Crossroads IID
- Crossword CreatorD
- Crossword Magic 4.0D
- Crossword PuzzleD
- Crusade in EuropeD
- Crush, Crumble and Chomp!
- Crystal Castles
- Crystal Kingdom Dizzy
- Crystals of Zong
- CubulusD
- Curse of RaD
- The Curse of Sherwood
- Curse of the Azure Bonds
- Cuthbert Enters the Tombs of Doom
- Cuthbert Goes Walkabout
- Cuthbert in SpaceD
- Cuthbert in the JungleD
- Cutthroats
- Cyberball
- Cyberdyne WarriorD
- Cybernoid
- Cybernoid II: The Revenge
- Cybertron Mission
- Cyborg
- The Cycles: International Grand Prix Racing

### D
- Dalek Attack
- Daley Thompson's Decathlon
- Daley Thompson's Olympic ChallengeD
- Daley Thompson's Super-Test
- Dallas Quest
- The Dam Busters
- Dan Dare: Pilot of the Future
- Dan Dare II: Mekon's Revenge
- Dan Dare III: The Escape
- DandyD
- Daredevil Dennis
- Dark Castle
- Dark Fusion
- Dark LordD
- Dark Side
- The Dark TowerD
- Darkman
- David's Midnight Magic
- David's Midnight Magic IID
- Days of Thunder
- DDTD
- Deactivators
- Dead EndD
- Dead or AliveD
- Deadline
- Death in the CaribbeanD
- Death Bringer
- Death Knights of Krynn
- Death StarD
- Death Wish 3
- Deathlord
- Decisive Battles of the American Civil War Volume 1: Bull Run to Chancellorsville
- Defender
- Defender 64D
- Defender of the Crown
- Deflektor
- Déjà Vu produs de Ariolasoft-Axis KomputerkunstD
- Déjà Vu produs de Mindscape
- Deliverance: Stormlord II
- The Delphic Oracle
- Delta
- Delta Man
- Demon Attack
- Demon Stalkers
- Demon's Winter
- Depthcharge
- Desert Fox
- Designasaurus
- Destroyer
- The Detective
- Deus Ex Machina
- Dick Tracy
- Die Hard
- Die Hard 2: Die Harder
- Dig Dug
- Dinky Doo
- Dino Eggs
- Diplomacy
- Dive Bomber
- Dizzy Down the Rapids
- Dizzy Panic!
- Dizzy Prince of the Yolkfolk
- Dizzy: The Ultimate Cartoon Adventure
- DNA Warrior
- Doctor Doom's Revenge
- Doctor Who and the Mines of Terror
- Doctor Who and the Entropilytes
- Doctor Who 2
- Dogfight 2187
- Dogfight!
- Domination
- Dominion
- Donald's Alphabet Chase
- Donald Duck's Playground
- Donkey Kong
- Doomdark's Revenge
- Dot Gobbler
- Double Dare
- Double Dragon
- Double Dragon II: The Revenge
- Double Dragon 3: The Rosetta Stone
- Double Dribble
- Double Take
- Dough Boy
- Draconus
- Dracula
- Drag Race Eliminator
- Dragon Breed
- Dragon Ninja
- Dragon Skulle
- Dragon Spirit
- Dragon Wars
- Dragon's Lair
- Dragons Den
- Dragon's Lair II: Escape from Singe's Castle
- DragonHawk
- Dragonriders of Pern
- Dragons of Flame
- DragonStrike
- Dragonworld
- Drelbs
- Dream House
- Driller
- Drol
- Dropzone
- Druid
- Druid II: Enlightenment
- Duck Shoot
- Ducks Ahoy!
- DuckTales: The Quest for Gold
- Duckula 2: Tremendous Terence
- The Duel (1986) produs de Paradize Software
- The Duel: Test Drive II
- Dungeon
- Dungeon Maker produs de Ubisoft
- Dungeon of Doom
- Dunzhin
- Duotris
- Dynamic Duo
- Dynamite Dan
- Dynamite Düx
- Dynamix (1988) produs de Digital Design
- Dynamix (1989) produs de Mastertronic
- Dynasty Wars

### E
- E-Motion
- Earth Orbit Stations
- Echelon
- Eddie Kidd Jump Challenge
- The Eidolon
- Elektra Glide
- Elevator Action
- Elidon
- Elite
- Elm Street
- Elvira: Mistress of the Dark
- Elvira: The Arcade Game
- Elvira II: The Jaws of Cerberus
- Emerald Isle
- Emerald Mine
- Emlyn Hughes International Soccer
- The Empire of Karn
- Empire
- Empire!
- Empire: Wargame of the Century
- Enchanter
- Encounter
- Enduro Racer
- Energy Warrior
- Enigma Force
- Enigma Force Construction Set
- Entity
- Entombed
- Eon
- Equations
- Equinox
- Erebus
- Erik the Viking
- Escape from the Planet of the Robot Monsters
- ESWAT: City Under Siege
- The Eternal Dagger
- Eureka!
- European Champions
- European Football Champ
- Evening Star
- Everest Ascent
- Everyone's a Wally
- The Evil Dead
- Evolution (1982 video game)
- Excalibur
- Exile
- Exolon
- Exploding Fist II: The Legend Continues
- Extended Championship Lode Runner
- Exterminator
- Eye of Horus

### F
- F-14 Tomcat
- F-15 Strike Eagle
- F-16 Combat Pilot
- F-18 Hornet
- F-19 Stealth Fighter
- F1 GP Circuits
- F.1 Manager
- F1 Tornado
- Face Off!
- The Faery Tale Adventure
- Fahrenheit 451
- Fairlight
- Falcon Patrol
- Falcon Patrol II
- Fallen Angel produs de Emerald Software Ltd
- Fantasy World Dizzy
- The Farmer's Daughter
- Fast Break
- Fast Eddie
- Fast Food
- Fast Tracks: The Computer Slot Car Construction Kit
- Fay - That Math Woman!
- Fellowship of the Rings
- Felony!
- Fernandez Must Die
- Feud
- Fiendish Freddy's Big Top O'Fun
- Fight Night
- Fighter Bomber
- Fighter Command v1.1
- Fighter Pilot
- Fighting Warrior
- Final Assault
- Final Blow
- Final Fight
- Finders Keepers
- Fire Ant
- Fire & Forget II: The Death Convoy
- Fire King
- Fire Power
- Fire Zone
- Firefly
- Firelord
- Firequest
- Firetrack
- First Samurai
- Fish!
- Fish! v1.07
- Fisher-Price: Alpha Build
- Fist II: The Legend Continues
- Fist+
- Flasch Bier
- Flasch Bier Konstruktion Kit
- Flasch Bier 2
- Flash Gordon
- Flight Path 737
- Flight Simulator II
- Flimbo's Quest
- Flintstones: Yabba-Dabba-Dooo!
- Flintstones, The
- Flip & Flop
- Floyd of the Jungle
- Flunky
- Flyerfox
- Flying Ace
- Flying Shark
- Football Manager
- Football Manager 2
- Football Manager 2 Expansion Kit
- Football Manager 3
- Football Manager World Cup Edition
- Footballer of the Year
- Footballer of the Year 2
- Forbidden Forest
- Forbidden Forest 2: Beyond the Forbidden Forest
- Forgotten Worlds
- Formula 1 Simulator
- Fort Apocalypse
- The Fourth Protocol
- Foxx Fights Back
- Fraction Fever
- Frak!
- Frank Bruno's Boxing
- Frankenstein produs de CRL
- Frankenstein (1992) produs de Zeppelin Games
- Frankenstein Jnr.
- Frankie Goes to Hollywood
- Frantic Freddie
- Freak Factory
- Fred
- Freddy Hardest
- Frenzy
- Friday the 13th
- Frog Run
- Frogger
- Frogger II: ThreeeDeep!
- Frogs and Flies
- Front Line (video game)
- Frostbyte
- Fruit Machine Simulator
- Fruit Machine Simulator 2
- Fun School 2
- Fun School 3
- Fun School 4
- Fun School Specials
- Fungus
- Future Knight

### G
- G-Force
- G-LOC: Air Battle
- G.I. Joe: A Real American Hero
- G.U.T.Z.
- Galactic Conquest
- Galactic Empire
- Galaga
- Galaxian
- Galaxy Force
- Gamma Strike
- Game Over
- Game Over II
- The Games: Summer Edition
- The Games: Winter Edition
- The Games: Winter Edition Practice
- Gangbusters
- Gaplus
- Garfield: Big Fat Hairy Deal
- Garfield: Winter's Tail
- Garrison
- Gary Lineker's Hot Shot!
- Gary Lineker's Superskills
- Gary Lineker's Superstar Soccer
- Gateway to Apshai
- Gateway to the Savage Frontier
- Gato
- Gauntlet
- Gauntlet: The Deeper Dungeons
- Gauntlet II
- Gauntlet III: The Final Quest
- Gazza II
- Gazza's Superstar Soccer
- GBA Championship Basketball: Two-on-Two
- Gee Bee Air Rally
- Gem'X
- Gemini Wing
- Gemstone Healer
- Gemstone Warrior
- Geos (pixel edit program)
- Germany 1985
- Gertrude's Secrets
- Ghetto Blaster
- Ghost Chaser
- Ghost Town
- Ghost Trap
- Ghostbusters
- Ghostbusters II
- Ghosts 'n Goblins
- Ghouls
- Ghouls 'n Ghosts
- Gilligan's Gold
- Give My Regards To Broad Street
- Gladiator
- Glider Rider
- Global Chess
- Global Commander
- Glutton
- Gnome Ranger
- Go Go The Ghost
- Godzilla
- Gold Medal Games
- Golden Axe
- Goldrunner
- The Goonies
- Gorf
- Gradius
- Graeme Souness International Soccer
- Graeme Souness Soccer Manager
- Graham Gooch's All Star Cricket
- Graham Gooch's Test Cricket
- Grandmaster Chess
- Grand Monster Slam
- Grand National
- Grand Prix
- Grand Prix Circuit
- Grand Prix Master
- Grand Prix Simulator
- Grand Prix Simulator 2
- Grand Slam Baseball
- Grange Hill
- Granny's Garden
- Grave Yardage
- Gravitron
- The Great American Cross-Country Road Race
- The Great Escape
- The Great Giana Sisters
- Great Gurianos
- Green Beret (alt nume: Rush'n Attack)
- Gremlins
- Gremlins: The Adventure
- Gremlins 2: The New Batch
- Gribbly's Day Out
- Gridder
- Gridiron
- Gridrunner
- The Growing Pains of Adrian Mole
- Gruds in Space
- Gryzor
- Guadalcanal
- Guerrilla War
- Guild of Thieves, The
- Gumshoe
- Gunfighters
- Gunship
- Gunslinger
- Gust Buster
- Gyroscope
- Gyroscope Construction Set
- Gyroscope II
- Gyruss

### H
- H.A.T.E.
- H.E.R.O.
- Habitat
- Hacker
- Hacker II: The Doomsday Papers
- Hades Nebula
- Hägar the Horrible
- The Halley Project
- Halls of Montezuma: A Battle History of the U.S. Marine Corps
- Halls of the Things
- Hammerfist
- Hangman's Hazard
- Hard Drivin'
- Hard Hat Mack
- Hardball!
- Hardball! II
- Hareraiser
- Harrier Attack
- Harrier Combat Simulator
- Harvey Headbanger
- Hat Trick
- Hawkeye
- Head Over Heels
- Heart of Africa
- Heartland
- Hell Cat Ace
- Hellgate
- Helter Skelter
- Henrietta's Book of Spells
- Henry's House
- Herbert on the Slope
- Herbert's Dummy Run
- Hercules
- Hercules Slayer of the Damned
- Hero Quest
- The Heroes of Karn
- Herobotix
- Hes Games
- High Frequency (video game)
- High Noon
- High Seas
- Highland Games
- Highlander
- Highway Encounter
- Hillsfar
- Hitchhiker's Guide to the Galaxy, The
- Hobbit, The
- Hole In One
- Hollywood Hijinx
- Hollywood or Bust
- Hollywood Squares
- The Honeymooners
- Hook
- Hoppin' Mad
- Horace Goes Skiing
- Hostages by Infogrames
- Hot Pop by Rocky Soft
- Hot Rod
- Hot Wheels
- HotShot
- Hounded
- House of Usher
- Hover
- Hover Bovver
- How to be a Complete Bastard
- Howard the Duck
- Howard the Duck II
- Hudson Hawk
- Hugo
- The Hulk
- Human Killing Machine
- Hunchback
- Hunchback: The Adventure
- Hunchback at the Olympics
- Hunchback II: Quasimodo's Revenge
- Hungry Horace
- The Hunt for Red October (1987)
- The Hunt for Red October (1990)
- Hunter Patrol
- Hunter's Moon
- Hustler
- Hydra
- Hydrax
- Hypaball
- Hyper Sports
- Hyperspace Warrior
- Hysteria

### I
- I. Q.
- I, Ball
- I, Ball 2
- Icarus
- Ice Palace
- Időrégész
- Ikari III
- Ikari Warriors
- Imhotep
- Impact
- Imperator
- Impossamole
- Impossible Mission
- Impossible Mission II
- In Search of the Most Amazing Thing
- Incredible Shrinking Sphere
- Indiana Jones and the Last Crusade: The Action Game
- Indiana Jones and the Temple of Doom
- Indiana Jones in the Lost Kingdom
- Indoor Sports
- Indy Heat
- Infernal Runner
- Infidel
- Infiltrator
- Infiltrator Part II: The Next Day
- Ingrid's Back
- Injured Engine
- Inside Outing
- Inspector Gadget
- Inspector Gadget and the Circus of Fear
- Instant Music
- The Institute
- International Basketball (Commodore 64)
- International Karate (World Karate Champ)
- International Karate +
- International Karate + Gold
- International Soccer (1983 computer game) by Commodore
- International Soccer (1988 computer game) by CRL
- Into the Eagle's Nest
- IO
- Iridis Alpha
- It's a Knockout
- Italy '90 Soccer
- Ivan 'Ironman' Stewart's Super Off Road

### J
- Jack Attack
- Jack Nicklaus' Greatest 18 Holes of Major Championship Golf
- Jack the Nipper
- Jack the Nipper II: In Coconut Capers
- Jack the Ripper
- Jackal
- Jail Break
- Jail War
- Jailbreak From Starhold 1
- James Bond 007
- James Pond 2
- Jason of the Argonauts
- Jawbreaker
- Jaws
- Jeep Command
- Jet
- Jet Set Willy
- Jet Set Willy 2
- Jet-Boot Jack
- Jet-Boys
- The Jetsons
- Jewels of Darkness
- Jigsaw
- Jinxter
- Jocky Wilson's Darts Challenge
- Joe Blade
- Joe Blade 2
- John Elway's Quarterback
- John Madden Football
- Jordan vs. Bird: One on One
- Journey
- Journey to Centre of the Earth
- Jr. Pac-Man
- Judge Dredd (1986)
- Judge Dredd (1990)
- Jumpin' Jack
- Jumpman
- Jumpman Junior
- Jungle Hunt
- Juno First
- Jupiter Lander

### K
- Kampfgruppe
- Kane
- Kane 2
- Kangarudy
- Karate Champ
- Karateka
- Karnov
- Katakis
- Kawasaki Magical Musicquill
- Kawasaki Rhythm Rocker
- Kawasaki Synthesizer
- Kennedy Approach
- Kenny Dalglish Soccer Manager
- Kenny Dalglish Soccer Match
- Kentilla
- Key Quest
- The Keys to Maramon
- Kick Off (1983) by Bubble Bus
- Kick Off (1989) by Anco Software
- Kick Off 2
- Kid Grid
- Kikstart
- Kikstart 2
- Killed Until Dead
- Killerwatt
- Killing Machine
- Kinetik
- King of Chicago
- King's Bounty
- Kings of the Beach
- Klax
- Knight Games
- Knight Games 2
- Knight Orc
- Knight Rider
- Knight Tyme
- Knightmare
- Knights of Legend
- Kokotoni Wilf
- Konami's Ping Pong
- Kong
- Kong Strikes Back!
- Koronis Rift
- Kosmic Kanga
- Krakout
- Kromazone
- Kung-Fu Master
- Kwik Snax

### L
- L.A. SWAT
- Labyrinth: The Computer Game
- Lamborghini American Challenge
- Lancelot
- Las Vegas Video Poker
- Laser Chess
- Laser Squad
- Last Battle
- Last Duel
- The Last Ninja
- Last Ninja 2
- Last Ninja 3
- Last Ninja Remix
- The Last V8
- Law of the West
- Lazarian
- Lazy Jones
- Leaderboard
- Leather Goddesses of Phobos
- Led Storm
- Legacy of the Ancients
- The Legend of Blacksilver
- The Legend of Kage
- The Legend of Sinbad
- Legend of the Amazon Women
- Legend of the Knucker-Hole
- Legions of Death
- Le Mans
- Lemmings
- Lethal Weapon
- Leviathan
- The Light Corridor
- Light Force
- Line of Fire
- Lions of the Universe
- Little Computer People
- Live and Let Die
- Liverpool
- The Living Daylights
- Livingstone, I Presume?
- Loco
- Lode Runner
- Lode Runner's Rescue
- London Blitz
- Looney Balloon
- Loopz
- Lord of the Rings: Game One
- Lords of Chaos
- Lords of Conquest
- Lords of Karma
- The Lords of Midnight
- Lords of Time
- Lotus Esprit Turbo Challenge
- The Lost Crown of Queen Anne
- Lucky Luke
- Lunar Leeper
- Lunar Outpost
- Lunar Rescue
- The Lurking Horror

### M
- M.A.S.K. III - Venom Strikes Back
- M.C. Kids
- M.U.L.E.
- Macadam Bumper
- Mad Doctor
- Mad Nurse
- The Magic Candle
- Magic Carpet
- Magic Johnson's Basketball
- Magicland Dizzy
- Mail Order Monsters
- Main Frame
- Malak (horror urban myth)
- Mama Llama
- Manchester United
- Mancopter
- Mandroid
- Maniac Mansion
- Manic Miner
- Manky
- Marauder
- Marble Madness
- Mario Bros.
- Mario Bros. II
- Mars Saga
- The Mask of the Sun
- Master Chess
- Master of Magic
- Master of the Lamps
- Masters of the Universe: The Arcade Game
- Masters of the Universe: The Movie
- Masters of the Universe: The Super Adventure
- Match Day
- Match Day II
- Match Point
- Math Blaster
- Math Busters
- Mayhem in Monsterland
- Maziacs
- McDonaldland
- Mean Streets
- Meanstreak
- Mega Apocalypse
- Menace
- Mercenary: Escape from Targ
- Mercenary: The Second City
- Mercs
- Metal Gear
- Metro-Cross
- Miami Vice
- Michael Jackson's Moonwalker
- Mickey's Space Adventure
- Microcosm
- MicroLeague Baseball
- MicroLeague Wrestling
- Microprose Soccer
- Midnight Resistance
- Miecze Valdgira II: Władca Gór
- Mig 29 Soviet Fighter
- Might and Magic Book One: The Secret of the Inner Sanctum
- Might and Magic II: Gates to Another World
- Mighty Bomb Jack
- Mikie
- Milk Race
- Mindfighter
- Mind Mirror
- Mind Prober Jr.
- Mindtrap
- Miner 2049er
- Mini-Putt
- Minnesota Fats Pool Challenge (aka "Hustler")
- Mission A.D.
- Mission Asteroid
- Mission Omega
- Modem Wars
- Moebius: The Orb of Celestial Harmony
- Molecule Man
- Moneybags (1983)[1]
- Monopoly
- Monster Munch
- Montezuma's Revenge
- Monty Mole
- Monty on the Run
- Moon Cresta
- Moon Patrol
- Moon Shuttle
- Moondust
- Moonmist
- Mothership
- Morpheus
- Motor Mania
- Motos
- Mountain King
- Mountain Palace Adventure
- The Movie Monster Game
- Mr. Do!
- Mr. Do's Castle
- Mr. Heli
- Mr. Mephisto
- Mr. Robot and His Robot Factory
- Mr. Wimpy
- Ms. Pac-Man
- Multi-Player Soccer Manager
- The Muncher
- Munchman 64
- Murder on the Mississippi
- Murder on the Zinderneuf
- Mushroom Alley
- Music Composer
- Music Construction Set
- Music Machine
- Mutant Herd
- Mutant Monty
- Myth
- Myth: History in the Making

### N
- NARC
- NATO Commander
- Nautilus
- Navy SEALS
- Nebulus
- Necromancer
- Nemesis
- Nemesis: The Warlock
- Neptune's Daughters
- Nether Earth
- Netherworld
- Neuromancer
- Neutral Zone
- New York City
- The NewZealand Story
- Newcomer
- Nexus
- Night Driver
- Night Shift
- A Nightmare on Elm Street
- Nightshade
- Nine Princes In Amber
- Ninja
- Ninja Commando
- Ninja Gaiden
- Ninja Hamster
- Ninja Master
- Ninja Rabbits
- Ninja Spirit
- The Ninja Warriors
- Nobby the Aardvark
- Nodes of Yesod
- Nonterraqueous
- Nord and Bert Couldn't Make Head or Tail of It
- North & South
- NorthStar
- Norway 1985
- Nosferatu the Vampyre

### O
- Octapolis
- Odell Lake
- Oil Barons
- Oil's Well
- Oink!
- Olli & Lissa 3
- Ollie's Follies
- Omega
- Omega Race
- On The Moon
- On-Court Tennis
- One Man and His Droid
- One on One: Dr. J vs. Larry Bird
- Operation Thunderbolt
- Operation Wolf
- Oregon
- OsWALD
- Out of this World
- Out Run
- Out Run Europa
- Outlaws
- Overlander
- Overlord
- Overrun!

### P
- P. P. Hammer and his Pneumatic Weapon
- Pac-Land
- Pac-Man
- Pac-Mania
- Painterboy
- Pandora
- Panic
- Pang (also known as Buster Bros.)
- Panther
- Panzer Strike
- Paperboy
- Paperboy 2
- Paradroid
- Paragon
- Parallax
- The Paranoia Complex
- Paratroopers
- Park Patrol
- Pastfinder
- Patton Versus Rommel
- The Pawn
- PC Fuzz
- Pedro
- Penetrator
- Pengo
- Periscope Up
- Perry Mason: The Case of the Mandarin Murder
- Perseus and Andromeda
- Persian Gulf Inferno
- Peter Pack Rat
- Peter Shilton's Handball Maradona
- Phantasie
- Phantasie II
- Phantasie III
- Phantom of the Asteroid
- Pharaoh's Curse
- Pharaoh's Revenge
- PHM Pegasus
- Phobia
- Pilgrim
- Pinball Construction Set
- Pinball Wizard (1984 video game)
- Pink Panther
- Pipe Mania
- Piracy
- Pirate Adventure
- Pirates
- Pit-Fighter
- Pitfall!
- Pitfall II: Lost Caverns
- Pitstop
- Pitstop II
- Planet X2
- Planetfall
- Platoon
- Plotting
- Plundered Hearts
- Pogo Joe
- Pole Position
- Pole Position II
- Police Cadet
- Pool of Radiance
- Pooyan
- PopMan
- Popeye
- Portal
- Poster Paster
- Postman Pat
- Postman Pat II
- Postman Pat III
- Pot Panic
- Potty Painter
- Potty Pigeon
- Power At Sea
- Power Drift
- Power!
- Predator
- President Elect
- The President Is Missing
- Press Your Luck
- The Price Is Right
- Prince of Persia
- Pro Boxing Simulator
- Professional Ski Simulator
- Project Firestart
- Project Space Station
- Project Stealth Fighter
- Proof of Destruction
- PSI-5 Trading Company
- PSI Warrior
- Psycho Hopper
- Psycho Soldier
- Pub Games
- Pub Trivia
- Puffy's Saga
- Purple Turtles
- Puzzle Panic
- Puzzlenoid
- Puzznic
- Pyjamarama
- The Pyramid

### Q
- Q*bert
- Qix
- Quake Minus One
- Quango
- Quartet
- Quasimodo
- Quedex
- The Quest
- A Question of Sport
- Questron
- Quo Vadis

### R
- R-Type
- Racing Destruction Set
- Rack 'Em
- Radar Rat Race
- Rags to Riches
- Raid on Bungeling Bay
- Raid over Moscow
- Rainbow Islands
- Rail Boss
- The Railroad Works
- Rally Cross Simulator
- Rally Racer
- Rally Speedway
- Rambo
- Rambo: First Blood Part II
- Rambo III
- Rampage
- Rampart
- Ranarama
- Rasputin
- Rastan Saga
- Rasterscan
- The Rats
- Ratsplat
- RDF 1985
- Reach for the Stars
- Reader Rabbit
- The Real Ghostbusters
- Realm of Impossibility
- Realms of Darkness
- Rebel Planet
- Rebounder
- Red Arrows
- Red Heat
- Red Max
- Red Storm Rising
- Renaissance
- Rendezvous with Rama
- Renegade
- Renegade III: The Final Chapter
- Repton (Sirius Software)
- Repton (Superior Software)
- Rescue on Fractalus!
- Rescue Squad
- Return of the Mutant Camels
- Revenge of the Mutant Camels
- Revs
- Revs+
- Rick Dangerous
- Rick Dangerous 2
- Richard Petty's Talladega
- Ricochet
- Rigel's Revenge
- Ring of Power
- Risk
- River Raid
- River Rescue
- Road Raider
- Road Runner
- RoadBlasters
- Roadwar 2000
- Roadwars
- Robbers of the Lost Tomb
- Robin Hood
- Robin Hood: Legend Quest
- Robin Smith's International Cricket
- Robin of the Wood
- RoboCop
- RoboCop 2
- RoboCop 3
- Robot Rascals
- Robotfindskitten
- Robotron: 2084
- Rock'n Wrestle
- Rock'n Bolt
- Rock'n Roll
- Rock Star Ate My Hamster
- Rocket Ranger
- Rocketball
- The Rocky Horror Show
- Rockford
- Rocky's Boots
- Rod Land
- Rogue
- Rogue Trooper
- Roland's Rat Race
- Rollaround
- Roller Coaster Rumbler
- Rolling Ronnie
- Rolling Thunder
- Rubicon
- Rugby: The World Cup
- The Running Man
- Run the Gauntlet
- Rubicon
- Rupert and the Ice Castle
- Rupert and the Toymaker's Party
- Rush'n Attack (also known as Green Beret)
- Rygar

### S
- S.T.U.N. Runner
- Sabotage
- Saboteur
- Saboteur II: Avenging Angel
- Sabre Wulf
- The Sacred Armour of Antiriad
- Saint Dragon
- Salamander
- Samantha Fox Strip Poker
- Sammy Lightfoot
- Samurai Trilogy
- Samurai Warrior: The Battles of Usagi Yojimbo
- Sanxion
- Saracen
- Sargon II
- Sargon III
- SAS Combat Simulator
- Saucer Attack
- Savage
- Savage Pond
- Save New York
- Scapeghost
- Scarabaeus
- Scooby-Doo
- Scooby-Doo and Scrappy-Doo
- Scramble Spirits
- The Secret Diary of Adrian Mole, Aged 13¾
- Scramble
- SDI
- Se-Kaa of Assiah
- Seabase Delta
- Seafox
- Search for the Titanic
- Seastalker
- The Secret of Bastow Manor
- Secret of the Silver Blades
- Sentinel Worlds I: Future Magic
- The Sentinel
- The Serpent's Star
- Serpentine
- Seven Cities of Gold
- Seymour Goes to Hollywood
- Shackled
- Shadow Dancer
- Shadow Fighter
- Shadow of the Beast
- Shadowfire
- Shadows of Mordor
- Shamus
- Shamus Case II
- Shanghai
- Shanghai Karate
- Shao-Lin's Road
- Shard of Spring
- Sheep in Space
- Sherlock: The Riddle of the Crown Jewels
- Shinobi
- Shockway Rider
- Shoot'Em-Up Construction Kit
- Short Circuit
- Side Arms
- Sidewize
- Sierra Championship Boxing
- Sigma 7
- The Simpsons: Bart vs. the Space Mutants
- The Simpsons Arcade Game
- Silent Service
- Silicon Dreams
- Silkworm
- SimCity
- Sinbad and the Throne of the Falcon
- Siren City
- Skate Crazy
- Skate or Die!
- Skateball
- Skaterock
- Ski or Die
- Skool Daze
- Skramble
- Sky Runner
- Sky Shark
- Skyfox
- Skyfox II: The Cygnus Conflict
- Slap Fight
- Slap Shot
- Slayer
- Sleepwalker
- Slicks
- Slightly Magic
- Sly Spy
- Smash TV
- Snare
- Snokie
- Snooker
- Snoopy
- Soccer Boss
- Soft Aid
- Software Star
- Soldier of Fortune
- Solo Flight
- Solomon's Key
- Son of Blagger
- Sorcerer
- Sorcerer Lord
- Soul of a Robot
- Southern Belle
- Space Action
- Space Gun
- Space Harrier
- Space Harrier II
- Space Pilot
- Space Pilot II
- Space Rogue
- Space Taxi
- Special Criminal Investigation
- Speed King
- Speedball
- Speedball 2
- Spellbound
- Spellbound Dizzy
- Spellbreaker
- Spelunker
- Spider-Man and Captain America in Doctor Doom's Revenge
- Spindizzy
- Spirit of Adventure
- Spirit of the Stones
- Spitfire Ace
- Spitting Image
- Splat!
- Split Personalities
- Spooks
- Spore
- Sport of Kings
- Sporting Triangles
- Spriteman
- Spy Hunter
- Spy vs. Spy
- Spy vs. Spy II: The Island Caper
- Spy vs. Spy III: Arctic Antics
- The Spy Who Loved Me
- Spy's Demise
- Squirm
- Squish 'em
- The Staff of Karnath
- Stalag 23
- The Standing Stones
- Star Control
- Star Fire
- Star Fleet I: The War Begins
- Star League Baseball
- Star Lifter
- Star Paws
- Star Raiders II
- Star Soldier
- Star Trader
- Star Trek
- Star Trek: The Kobayashi Alternative
- Star Trek: The Promethean Prophecy
- Star Trek: The Rebel Universe
- Star Wars (1983)
- Star Wars (Domark)
- Star Wars: Return of the Jedi
- Star Wars: The Empire Strikes Back
- Star Wreck
- Starcross
- Starflight
- Starfox
- Stargate
- Starglider
- Starquake
- Stationfall
- Steel
- Steel Thunder
- Steg
- Stellar 7
- Stifflip & Co.
- Stir Crazy featuring BoBo
- Stix
- Stock Car
- Stop the Express
- Storm
- Storm Warrior
- Stormbringer
- Stormlord
- Stormtrooper
- Strange Odyssey
- Streaker
- Street Beat
- Street Fighter
- Street Fighter II: The World Warrior
- Street Hawk
- Street Sports Basketball
- Streets of London
- Street Rod
- Street Rod 2
- Street Surfer
- Strider
- Strider II
- Strike
- Strike Fleet
- Strike Force Harrier
- Strip Poker
- Strip Poker II
- Striker
- Stunt Car Racer
- Sub Battle Simulator
- Subsunk
- Subterranea
- Suicide Express
- Summer Games
- Summer Games II
- Super Bowl 1986
- Super Bowl Sunday
- Super Bunny
- Super Cars
- Super Cars II
- Super Cycle
- Super Gran
- Super Gran: The Adventure
- Super Gridder
- Super Hang-On
- Super Huey
- Super Huey II
- Super Monaco GP
- Super OsWALD
- Super Pac-Man
- Super Password
- Super Pipeline
- Super Pipeline II
- Super Robin Hood
- Super Scramble Simulator
- Super Spring
- Super Sprint
- Super Sprint II
- Super Trolley
- The SuperCan
- Superman: The Game
- Superman: The Man of Steel
- Superstar Ice Hockey
- Supremacy
- Survivors
- Suspect
- Suspended
- S.W.A.T.
- SWIV
- Swoop
- Sword of Fargoal
- Sword of Fred
- Sword of Honour
- The Sword of Kadash
- Synetic
- System 15000

### T
- T.A.N.K.
- Tag Team Wrestling
- Tai-Pan
- Tales of Lore
- Tales of the Arabian Nights
- Tapper
- Targ
- Target Renegade
- Task III
- Tass Times in Tonetown
- Tau Ceti
- Techno Cop
- Teenage Mutant Ninja Turtles
- Teenage Mutant Ninja Turtles II: The Arcade Game
- Telengard
- Temple of Apshai
- Terra Cresta
- Terrormolinos
- Test Drive
- Test Drive II
- Terra Quest
- Terry's Big Adventure
- Terminator 2: Judgment Day
- Test Master
- Thanatos
- The NeverEnding Story
- Theatre Europe
- They Stole A Million
- Thing On A Spring
- Thing Bounces Back
- Thomas the Tank Engine and Friends
- The Thompson Twins Adventure
- The Three Stooges
- Three Weeks in Paradise
- Thrust
- Thrust II
- Thud Ridge: American Aces In 'Nam
- Thunderbirds
- Thunder Blade
- Thundercats
- ThunderJaws
- Tiger Road
- Tilt
- Time and Magik
- Time Pilot
- Timesearch
- Times of Lore
- Time Tunnel
- Tintin on the Moon
- Tir Na Nog
- Titan
- Tom & Jerry
- To Hell and Back
- Tomcat
- Tony La Russa Baseball
- Toobin
- Top Gun
- Total Eclipse
- Total Recall
- Toy Bizarre
- Track & Field
- Tracksuit Manager
- Trailblazer
- The Train: Escape to Normandy
- Train Robbers
- Trans World
- The Transformers
- Transformers: The Battle to Save the Earth
- Transylvania
- Transylvania III: Vanquish The Night
- Trantor: The Last Stormtrooper
- The Trap Door
- Trashman
- TRAZ
- Treasure Island
- Treasure Island Dizzy
- Trollie Wallie
- Troll's Tale
- Trolls and Tribulations
- Troy It!
- Tuk's Adventure
- Turbo 64
- Turbo Esprit
- Turbo Outrun
- Turbo the Tortoise
- Turn It
- Turrican
- Turrican II: The Final Fight
- TV Sports Football
- Twin Kingdom Valley
- Twinworld
- Type Attack

### U
- Uchi Mata
- U.N. Squadron
- Ugh!
- Ultima I: The First Age of Darkness
- Ultima II: The Revenge of the Enchantress
- Ultima III: Exodus
- Ultima IV: Quest of the Avatar
- Ultima V: Warriors of Destiny
- Ultima VI: The False Prophet
- Ultimate Wizard
- Ulysses and the Golden Fleece
- Under Fire!
- Underwurlde
- Uninvited
- Unitrax
- Up'n Down
- Up Periscope
- Urban Upstart
- Uridium
- Uridium Plus
- Uuno Turhapuro muuttaa maalle

### V
- V
- Valhalla
- The Valley
- Vampire
- Vendetta
- Victory Road
- Video Meanies
- A View to a Kill
- Vigilante
- Vikings
- Vindicators
- Vixen
- Viz: The Game
- Volfied
- Voodoo Castle
- Vultures

### W
- W.A.R.
- Wanted: Monty Mole
- War in Middle Earth
- War of the Lance
- Wargame Construction Set
- Warhawk
- Wasteland
- Waterline
- Waxworks
- The Way of the Exploding Fist (see also Exploding Fist II: The Legend Continues)
- Way of the Tiger
- Way of the Tiger II: Avenger
- Wayout
- WEC Le Mans
- Weird Dreams
- Welltris
- Werewolves of London
- Wheel of Fortune
- Wheeling Wallie
- Where in the USA is Carmen Sandiego?
- Where in the World is Carmen Sandiego?
- Where in Time is Carmen Sandiego?
- Who Dares Wins
- Who Dares Wins II
- Who Framed Roger Rabbit
- Wicked
- William Wobbler
- Windwalker, (Moebius II)
- Wings of Fury
- Winnie the Pooh in the Hundred Acre Wood
- Winter Games
- Wishbringer
- The Witness
- Wizard
- Wizard and the Princess
- Wizard of Wor
- Wizard Warz
- Wizard's Crown
- Wizardry
- Wizardry II: The Knight of Diamonds
- Wizardry III: Legacy of Llylgamyn
- Wizardry V: Heart of the Maelstrom
- Wizardry: Proving Grounds of the Mad Overlord
- Wizball
- Wolfman
- Wonder Boy
- Wonder Boy in Monster Land
- Wooden Ships and Iron Men
- Woody The Worm
- World Championship Soccer
- World Class Leaderboard
- World Cup 90: Arcade Soccer
- World Cup Carnival
- World Cup Cricket (1985 video game)
- World Cup Football (1984 video game)
- World Cup Italia '90
- World Cup Soccer (1985 video game)
- World Cup Soccer: Italia '90
- World Games
- World Karate Champion
- World of Pirates
- World Rugby
- World Tour Golf
- Worms?
- Wrath of Denethor
- Wrath of the Demon
- WWF European Rampage Tour
- WWF WrestleMania

### X
- X-Men: Madness in Murderworld
- X-Out
- Xenomorph
- Xenon
- Xenophobe
- Xevious
- XOR
- Xyphus

### Y
- Yes, Prime Minister
- Yie Ar Kung-Fu
- Yie Ar Kung-Fu II
- Yogi Bear
- Yogi's Great Escape
- The Young Ones

### Z
- Z
- Zak McKracken and the Alien Mindbenders
- Zamzara
- Zaxxon
- Zeppelin
- Zig Zag
- Zim Sala Bim
- Zoids: The Battle Begins
- Zolo
- Zombi
- Zone Ranger
- Zoom!
- Zork I
- Zork II - The Wizard of Frobozz
- Zork III - The Dungeon Master
- Zork: The Undiscovered Underground
- Zorro
- Zub
- Zuul
- Zybex
- Zynaps
- Zzzzz